# Lambert Ehrlich
Lambert Ehrlich [êrlih], slovenski teolog, etnolog in politik, * 18. september 1878, Žabnice (Koroška, Avstro-Ogrska, danes v Italiji), † 26. maj 1942, Ljubljana.

## Življenjepis
Rodil se je očetu Ivanu in materi Magdaleni (rojena Mikoš). Po gimnaziji v Celovcu je študiral teologijo v Innsbrucku (1897–1902) in v Rimu (1903), bil 1903 posvečen in isto leto tudi doktoriral v Innsbrucku. Najprej je služboval kot kaplan v Beljaku, nato 1903–1907 kot stolni kaplan v Celovcu, 1907–1910 kot škofov tajnik in 1910–1919 kot profesor v celovškem bogoslovju. Bil je vodilni duh katoliškega prosvetnega dela med koroškim ljudstvom.
Kot izvedenec za razmere na Koroškem je bil 1919 imenovan v jugoslovansko delegacijo na mirovni konferenci v Parizu. V letih 1920–1921 je v Parizu in Oxfordu nadaljeval etnološke in verstveno-primerjalne študije. Leta 1922 je postal redni profesor primerjalnega veroslovja na ljubljanski teološki fakulteti, kar je ostal do smrti. Napisal je več knjig in razprav, posvečenih običajem avstralskih domorodcev in drugim etnološkim in teološkim vprašanjem.
Deloval je v raznih cerkvenih organizacijah. V Ljubljani je vodil zadrugo z imenom Služkinjski dom, katere namen je bil lajšati težke socialne razmere služkinj. Bil je cerkveni zastopnik pri Slovenski dijaški zvezi, pri Akademski zvezi, pri akademskem klubu Straža ter pri marijanski kongregaciji za akademike. Postal je ideolog katoliškega akademskega kluba Straža v viharju, ustanovljena po vzoru Falange, španskega diktatorja, Francisco Franca, katera je v svojem glasilu izražala občudovanje do fašizma, ter antisemitizem, saj so Jude enačili tako z zahodnimi kapitalističnimi ekscesi kot z boljševiško revolucijo.

### Afera ob anšlusu
Ehrlich je pri škofu Gregoriju Rožmanu dosegel, da so za nedeljo ob anšlusu po slovenskih cerkvah razglasili
'poseben dan molitev za nesrečno Avstrijo'. Oklic se je hitro razširil po obeh slovenskih škofijah. Novinar Ruda Jurčec je novico o načrtovanem dnevu molitev za Avstrijo v petek sporočil francoski tiskovni agenciji Havas v Beograd; bil je namreč njen dopisnik za Slovenijo. Pariški dnevnik Le Temps je nato to novico objavil že v soboto, ostali pariški dnevniki pa v nedeljo zjutraj. Havasovo poročilo o 'slovenskem žalovanju' je Berlin doseglo šele v nedeljo popoldne. Takoj je sledil telefonski protest nemške vlade v Beogradu. Nato sta pisarna predsednika vlade Milana Stojadinovića in zunanje ministrstvo takoj zahtevala pojasnilo od notranjega ministra Korošca, zakaj in kako je v Sloveniji prišlo do teh 'verskih protestnih manifestacij proti Nemčiji' in zakaj je bilo Havasovo poročilo datirano iz Ljubljane. Korošec je zato še isti večer odredil preiskavo. Ko je potem prispelo v Beograd uradno potrdilo podbana Majcna, da novica ni šla iz uradov ljubljanske podružnice jugoslovanske tiskovne agencije Avala, so lahko protest nemške vlade zavrnili, kajti v tem primeru bi se ta pač morala pritožiti v Parizu na sedežu Havasa.

### Druga svetovna vojna
Po kapitulaciji Jugoslavije je leta 1941 obema meščanskima strankama  predlagal politični program, ki pa ga nista sprejeli. V njem je kot eno izmed možnosti predlagal samostojnost Slovenije. Kot antisemit, med vojno je vodil kampanjo proti "judovskem satanizmu", za katerega je trdil da si poskuša prilastiti nacionalne zaklade drugih narodov. Ustanovil je tudi tako imenovane Erlichove straže, ki so na primer na ljubljanski klasični gimnaziji kjer je bil ravnatelj Marko Bajuk kot slovenske fašistične škvadre pretepale celo svoje levo usmerjene sošolce in učitelje, ovajale napredne in uporne Slovence italijanskim okupacijskim oblastem in bile predhodnice domobranstva. Kot protikomunist je v času okupacije odločno nasprotoval komunistični revoluciji kar je razvidno tudi iz njegovega časopisa Straža, zato je aprila 1942 izročil italijanskim vojaškim oblastem spomenico z analizo položaja ter s predlogi za uničenje partizanstva. V njej je predlagal naj fašistične okupatorske oblasti ustanovijo in oborožijo slovensko kolaborantsko policijo, pod italijanskim vojaškim nadzorom, ki se bo borila proti partizanom. Po mnenju zgodovinarke in ministrice v SDS vladi, Helene Jaklitsch, je bila spomenica za tisti čas nadvse pogumno dejanje, saj je v njej Italijanom očital njihovo nasilje.
VOS OF je zaradi delovanja v okviru MVAC, to je t. i. bele garde, izvedla atentat nanj. Skupaj s študentom Viktorjem Rojicem ga je ustrelil večkrat odlikovani Franc Stadler - Pepe, ki je likvidiral tudi Dr. Marka Natlačena.
Ob 140-letnici rojstva so ob farnih spominskih ploščah na Žalah v Ljubljani slovesno blagoslovili spomenik z njegovim doprsnim kipom.

## Dela
- Svete Višarje; [Celovec] : Slovenska kršč.-soc. »Zveza« za Koroško, 1910 (COBISS)
- Dr. Aigner und Lourdes; Klagenfurt : Schriftleitung des »Kärntner Tagblattes«, 1914 (COBISS)
- Katoliška Cerkev, kraljestvo božje na zemlji; V Celovcu : Družba sv. Mohorja, 1919-1927 (COBISS)
- La question du Prekmurje, de la Styrie et de la Carinthie. La Carinthie; Pariz: Imprimerie »Graphique«, 1919 (kot soavtor) (COBISS)
- Origin of Australian Beliefs; St. Gabriel - Mödling (Dunaj): Anthropos administration, 1922 (COBISS)
- Slovenska misijonarja Baraga in Knoblehar; Ljubljana : »Unio Cleri«, 1928 (COBISS)
- Razvoj etnologije in njene metode v zadnjih desetletjih = Le développement de l'ethnologie et ses méthodes au dernier temps; Ljubljana: [s. n.], 1929 (COBISS)
- Na sveti poti : višarski molitvenik; Gorica : Svetovišarsko svetišče, 1931 (COBISS)
- Indijske šole; Ljubljana : Bengalski misijon D. J., 1938 (COBISS)
- Parijci; Ljubljana : Bengalski misijon D. J., 1939 (COBISS)
- Apologetika : osnovno bogoslovje; Ljubljana: samozaložba, 193? (COBISS)
- Lambert Ehrlich: Pariška mirovna konferenca in Slovenci 1919/20 / Ehrlichova spomenica za Vatikan 14. aprila 1942 (...); Ljubljana: Inštitut za zgodovino Cerkve pri Teološki fakulteti Univerze, 2002 [v Acta Ecclesiastica Sloveniae 24] (COBISS)

### O njem
- Stražar naših svetinj: univ. prof. dr. Lambert Ehrlich; Rakovnik : [Salezijanski inspektorat], 1943 (COBISS)
- Mož božje volje: dr. Lamber Ehrlich; Celovec: konzorcij dober tisk, 1952 (COBISS)
- Ehrlichov simpozij v Rimu; Celje : Mohorjeva družba, 2002
- Metod Benedik: Lambert Ehrlich za slovenski narod. 2002 [v Acta Ecclesiastica Sloveniae 24]. (COBISS)
- 'V zvestobi narodu in veri : Lambertu Ehrlichu ob 70-letnici smrti in Filipu Terčelju ob 120-letnici rojstva (zbornik, Teološka fakulteta, Ljubljana, 2015)
- Janez Juhant: Lambert Ehrlich - prerok slovenskega naroda, Mohorjeva družba, Celje-Celovec-Gorica, 2022.